# Elbit Systems
Elbit Systems Ltd. (hebräisch אֶלְבּיט מַעֲרָכוֹת בָּעָ״מ Elbīṭ Maʿarachōt BaʿA"M) ist ein israelischer Luft- und Raumfahrt- sowie Elektronikkonzern mit Sitz in Haifa. Er ist einer der größten Rüstungskonzerne Israels. Seit 2004 ist Telefunken Racoms Teil von Elbit Systems. Der Konzern gehört zu den drei größten Rüstungsexporteuren Israels neben Israel Aerospace Industries und Rafael.

## Geschichte

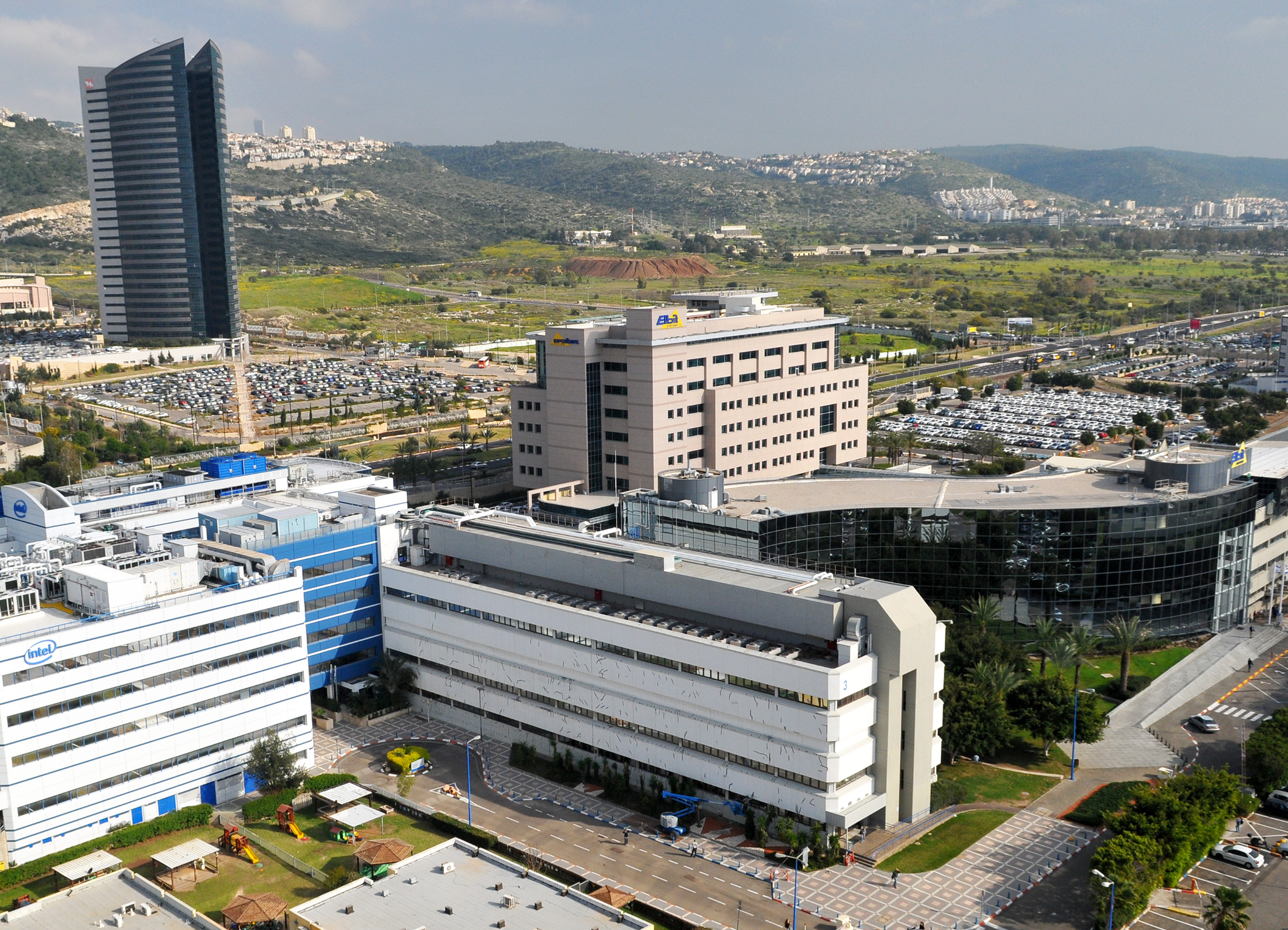
Unternehmenszentrale von Elbit Systems Haifa

Das Unternehmen wurde 1966 von Elron Electronic Industries gegründet. In der Anfangszeit konzentrierte sich das Unternehmen auf die Entwicklung und Produktion von Navigationsausrüstung für die meisten israelischen Flugzeuge, entwickelte ein Avionikpaket für das Kampfflugzeug I.A.I. Lavi und ein Feuerleitsystem für den Panzer Merkava. 1996 wurde Elbit in drei unabhängige Firmen aufgeteilt: Elbit Medical Imaging, Elbit Systems und Elbit.
Im Jahr 2000 fusionierte Elbit Systems mit El-Op, einer Firma des derzeitigen Vorsitzenden Michael Federmann, und wurde damit zur größten nichtstaatlichen Firma für Verteidigungselektronik in Israel. Durch die Fusion mit El-Op ist Michael Federmann der größte Aktionär des Unternehmens. 2004 verkaufte Elron seine Anteile an Elbit für 200 Millionen US-Dollar.
Nach der Fusion mit El-Op kauften Michael Federmann und CEO Joseph Ackerman zahlreiche Firmen auf:
- Elisra (70 % Anteil)
- Tadiran Communications
- Shiron Satellite Communications
- BVR Systems
- Anteile der Aircraft Systems Division der Israel Military Industries
- Innovative Concepts, Inc.
- Mikal Ltd.
- Intro Precision Ltd. (75 % Anteil)[4]

2004 kaufte Elbit den traditionsreichen Hochfrequenztechnik-Spezialisten Telefunken Racoms in Ulm. Als nun hundertprozentige Tochtergesellschaft von Elbit Systems bietet Telefunken Racoms HF-Systeme für den europäischen Markt an. Im Jahr 2010 wurde der Rüstungshersteller Soltam Systems übernommen.
Im November 2018 wurde die vollständige Übernahme des ehemals staatlichen Rüstungskonzerns IMI Systems durch Elbit Systems verkündet. Die Übernahme hatte einen Wert von umgerechnet rund 495 Millionen US-Dollar.
Elbit kündigte im April 2018 zur Ausweitung der Aktivitäten auf dem deutschen Markt an, ein Büro in Berlin zu eröffnen. Der Sitz der Elbit Systems Switzerland AG befindet sich in Bern.

## Produkte
Elbit Systems liefert Waffen-, Kommunikations- und Aufklärungssysteme weltweit an die Streitkräfte der Länder, bei denen die Israelische Regierung keine Bedenken hat.
Elbit lieferte das „UK Military Flight Training System“ für britische Flugschüler (Royal Air Force, Royal Navy and Army Air Corps) und die neue Ausrüstung für Soldaten namens „Smart Vest“ für die Beneluxstaaten. An die Schweizer Luftwaffe sollte 2019 im Rahmen des Projektes „Unbemannte Flugsysteme“ die Hermes-900-Drohne als ADS 15 geliefert werden.

### Drohnen
Elbit Systems ist einer der weltweit führenden Hersteller militärischer Drohnen. Der Konzern stellt dualuse Drohnen für Aufklärungs- und Angriffszwecke her. Das am längsten eingeführte System sind die Drohnen Hermes 450 und Hermes 900. Dann folgten Skylark und die spezialisierte Fern-Kampfdrohne Skystriker. Daneben werden für Aufklärungszwecke die Oktokopter Thor und MAGNI vertrieben.

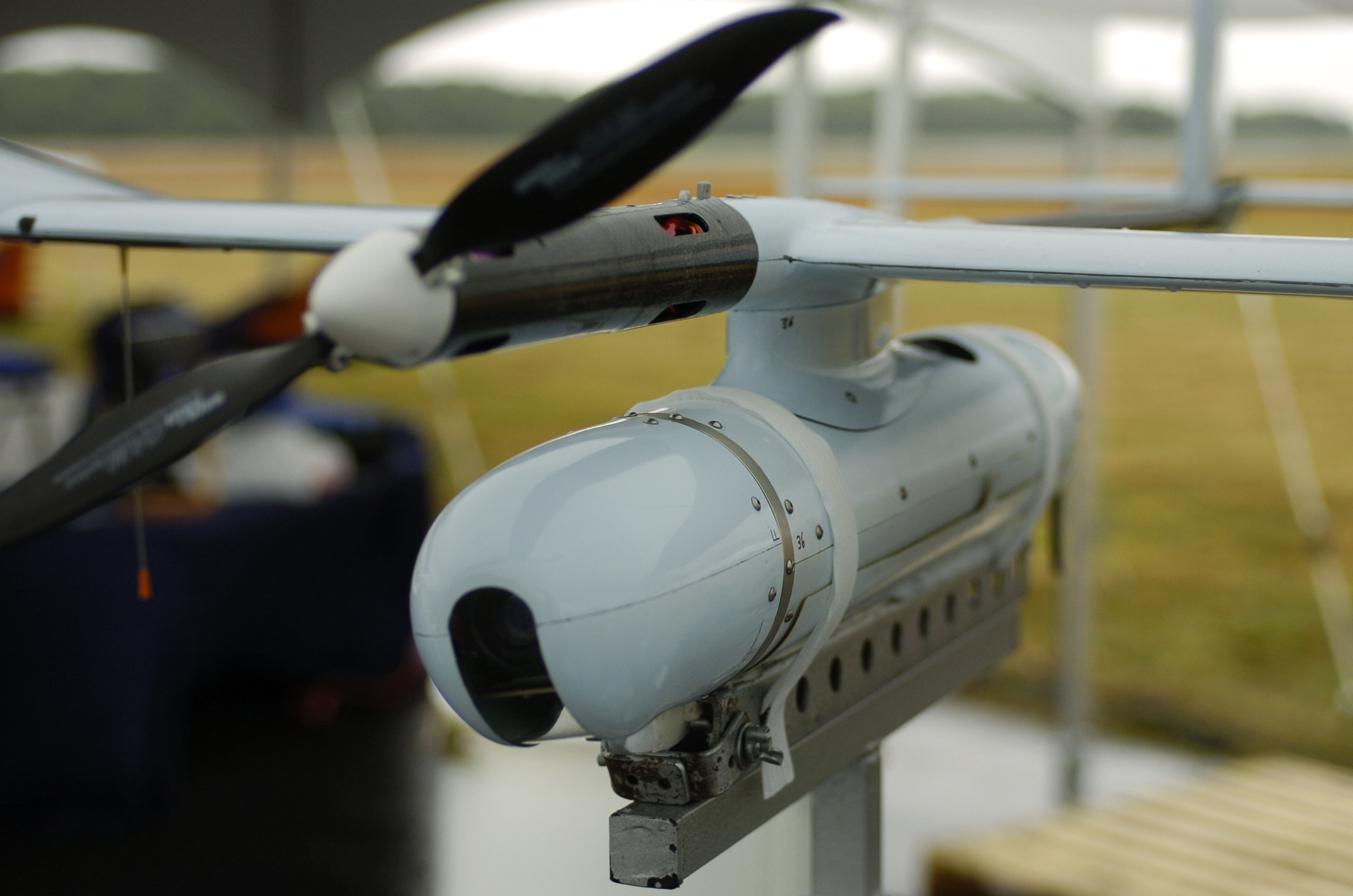
Skylark 1 mit Aufklärungssystemen

Neben Angriffsdrohnen stellt Elbit Systems auch Systeme zur Abwehr bewaffneter Drohnen her.

#### Nutzer
Aserbaidschan
- 10 Hermes-450-Drohnen. Die ARDA schoss über der Republik Arzach Drohnen ab.[11][12]
- Sky-Striker

 Botswana
- Hermes-450-Drohnen[13]

 Brasilien
- Hermes-450-Drohnen bei der Brasilianischen Luftwaffe und Armee

 Europäische Union
- Hermes-900-Drohnen[14]

 Israel
- Hermes 450 und Hermes 900 sind bei den IDF schon lange eingeführt. Skylark und Skystriker werden ebenfalls verwendet.

 Kolumbien
- Hermes-900-Drohnen

 Schweiz
- Hermes-900-Drohnen (modifiziertes Model)[15]

 Türkei
- Drohnen, auch an Aserbaidschan weitergegeben

 Vereinigte Staaten
- Hermes-450-Drohnen beim U.S. Department of Defense Joint Unmanned Aerial Vehicles Test and Evaluation Program auf der Naval Air Station Fallon, sowie Test bei der U.S. Border Patrol 2004.

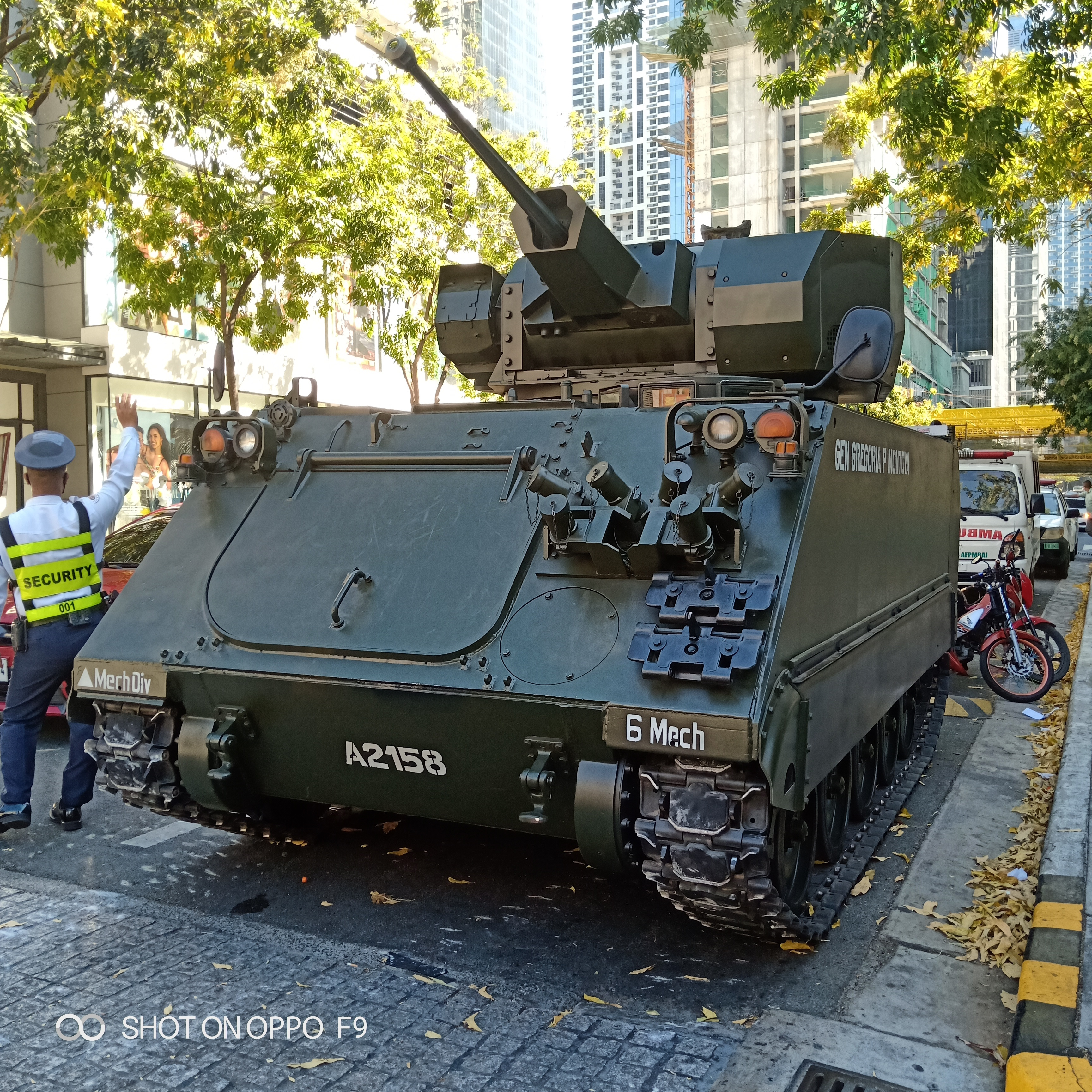
M113 mit einem Elbit-Geschützturm

### Gepanzerte Fahrzeuge und Landwaffensysteme
Elbit hat sich auf vollautomatische, ferngesteuerte Waffensysteme und entsprechende Gefechtstürme für Panzer spezialisiert. Mit dem UT30MK2 werden gepanzerte Truppentransporter (APC) ausgestattet und ferngesteuert feste und bewegliche Ziele mit hoher Feuerkraft bekämpft.
Mit dem Elbit System „Sabrah“ produziert die Firma einen leichten Kettenpanzer mit einem 105-mm-Hauptgeschütz. Der Pandur II ist die Abwandlung auf einer 8×8-Allradplattform. Der Panzer kann unterschiedlich konfiguriert werden, erfüllt NATO-Standards und wird weltweit exportiert.

#### Nutzer
Philippinen
- Sabrah 2020 an die Philippinisch Armee verkauft[18]

 Israel
- Elbit-Haubitzen[19]

### Seefahrzeuge
Elbit Systems stellt auch See-Drohnen her. Die ferngesteuerten Schiffssystem Seagull als Unmanned Surface Vessel (USV) sind für die Minensuche (MCM) (Aufspüren, Identifizieren und Klassifizieren und Sprengung). Die bewaffneten Boote können jedoch auch für Angriffe eingesetzt werden.

### Kommunikation
Elbit System entwickelt, baut und vertreibt militärische Kommunikationsgeräte auf Basis unterschiedlicher Plattformen.

#### E-LynX
Weltweit vertrieben wird das UHF Kommunikations- und Führungssystem E-LynX. Die in Israel entwickelte und gepflegte Produktfamilie von digitalen militärischen Funkgeräten (Software Defined Radios, SDR) wird von Telefunken Radio Communication Systems GmbH & Co. KG, dem deutschen Tochterunternehmen des Elbit-Konzerns vertrieben. Die E-LynX Familie ist technisch so spezifiziert, dass sie Empfangs- und Sendeseitig mit 225 bis 512 MHz das gesamte von der NATO genutzte UHF Spektrum abdeckt. Das PNR-1000 Funkgerät der Familie soll ein ad-hoc Netzwerk für 64 Teilnehmer bieten und sich automatisch als Relay für Daten- und Sprachsignale aufschalten. Die Geräte ermöglichen Daten-, Sprach- und Videoübertragung gleichzeitig und eine echtzeitgenaue Positionsbestimmung der eigenen Kräfte auf Basis der integrierten Fähigkeit „Blue Force Tracking“. Durch ein MultiHop-Verfahren soll die Reichweite deutlich erhöht werden sowie die Netzwerkagilität und -robustheit bei stark verringerter Latenz verbessert werden.
Elbit Systems führte 2020 mit E-LynX-Sat, ein mobile add-on Einheit für Satellitenkommunikation (SATCOM) ein, die mit Elbit Systems’ E-LynX Software Defined Radio (SDR) als Plattform arbeitet. Erprobt wurde das System beim British Army’s Warfighting Experiment 2020.
Die E-LynX-Geräte werden bei der Bundeswehr für die VJTF der NATO 2023 in kleinen Stückzahlen beschafft und über Rheinmetall als Teil des Infanteristen der Zukunft eingesetzt. Sie sollen auch die bisherige Fahrzeugkommunikation und Gefechtsführung des SPz PUMA ersetzten. Das deutsche Heer testete ab 2019 bei seinen Kräften die E-LynX PNR 1000 Reihe in tragbarer und in der Fahrzeugausführung. Da aber eine Anschaffung für die ganze Truppe nicht beschlossen wurde, vergab das Beschaffungsamt der Bundeswehr 2021 an Thales den Auftrag, die Mitte der 1980er Jahre eingeführten analogen VHF-Sprechfunkgeräte SEM 80/90 unverändert nachbauen zu lassen. Sie sollen solange eingesetzt werden, bis die geplante Digitalisierung der Funkkommunikation der deutschen Streitkräfte mittels E-LynX oder vergleichbarer Systeme realisiert ist.
Die niederländischen Streitkräfte, die Schweizer Armee und das Heer der Indischen Streitkräfte nutzen E-LynX-Geräte und digitale System-Erweiterungen, die mit modernisierten Schnittstellen bedient werden können.

#### HRM-Familie
Auf der Basis der ursprünglich von der deutschen Telefunken (später Telefunken RACOM) entwickelte Kurzwellen-Funkgerätefamilie FS-5000 wurde die HRM-7000 Kurzwellenfunkgeräte für die Bundeswehr entwickelt. Sie wurden durch Elbit System verkauft. Das Nachfolgesystem, das komplett auf SDR-Technik aufbauende HRM-9000 wird seit 2023 in den Spezialisierten Kräften, bei der Luftlande- und Aufklärungstruppe sowie bei der Armee eines weiteren nicht öffentlich genannten osteuropäischen NATO-Land eingeführt.

#### Nutzer
Deutschland
- PNR-1000
- HRM-7000 / HRM-9000

 Indien
- E-LynX Kommunikation

 Schweden
- E-LynX Kommunikation (SDRs), Anschaffung ab 2020[30]

 Schweiz
- E-LynX Kommunikation für die gesamte Truppe, basierend auf PNR-1000

 Spanien
- E-LynX Kommunikation in den Kampfbataillonen der Spanische Armee[31][32]

 Niederlande
- Ausrüstung für Infanteristen, Nachtsichtgeräte, Aufklärungs-EQ

### Spionagesoftware
2017 veröffentlichte das IT-Labor Citizenlab einen Bericht, wonach Äthiopische Dissidenten in den USA, dem Vereinigten Königreich und anderen Ländern von der Firma Cyberbit ausspioniert wurden. Cyberbit ist 100-prozentige Tochter von Elbit Systems.

## Kritik
2022 gab es finanzielle Unterstützung von Elbit Systems für die Veröffentlichung des Buches „The Bulgarian Army and the Rescue of Bulgaria's Jews, 1941–1944“ von Dimitar Nedialkov, Professor an der bulgarischen Militärakademie. Das Buch erschien auf Englisch und Bulgarisch mit dem Logo von Elbit Systems. Das Buch verbreitet das bulgarische Staatsnarrativ über die angebliche Rettung von Juden während des Zweiten Weltkriegs durch den Staat. Entgegen dem Forschungsstand wird ohne Belege behauptet, dass die bulgarische Armee dabei eine zentrale Rolle gespielt, indem diese die Juden in Arbeitsbataillone zwang, damit der Staat sie nicht in die Todeslager der Nazis deportieren musste. Jüdische Männer wurden hingegen zum Eintritt in die Arbeitsbataillone der Armee gezwungen um sie wirtschaftlich zu ruinieren, sozial zu marginalisieren und ihnen keine Zukunft im Land zu lassen. Tatsächlich rettete vor allem der zivile Protest in Bulgarien die Juden vor der Deportation in die Todeslager der Nazis. Im Buch wird die Verhaftung, Ausplünderung und Massendeportation von rund 12.000 Juden aus den bulgarisch besetzten Gebieten Westthrakien, Ostmazedonien und Südostserbien in NS-Todeslager im März 1943 unterschlagen. Bulgarien führte eine harte antisemitische Politik durch, mit Gesetzen im Stil der Nürnberger Gesetze der Nazis. So mussten Juden ab August 1942 ihre Kleidung mit einem gelben Abzeichen kennzeichnen. Die israelischen Professoren Raz Segal und Amos Goldberg vermuten, dass die Firma das Buch unterstützte, um Geschäfte auf dem bulgarischen Rüstungsmarkt und am Grenzzaun zur Türkei zu machen.
2023 rief die Progressive Internationale (PI) wegen der entscheidenden Rolle des Unternehmens im Israel-Gaza-Konflikt zum Protest gegen Elbit auf. Aktivisten blockierten daraufhin Eingänge von Niederlassungen, Tochter- und Partnerunternehmen in Großbritannien, Brasilien und Japan.

Einige der von Elbit Systems vertriebenen Produkte
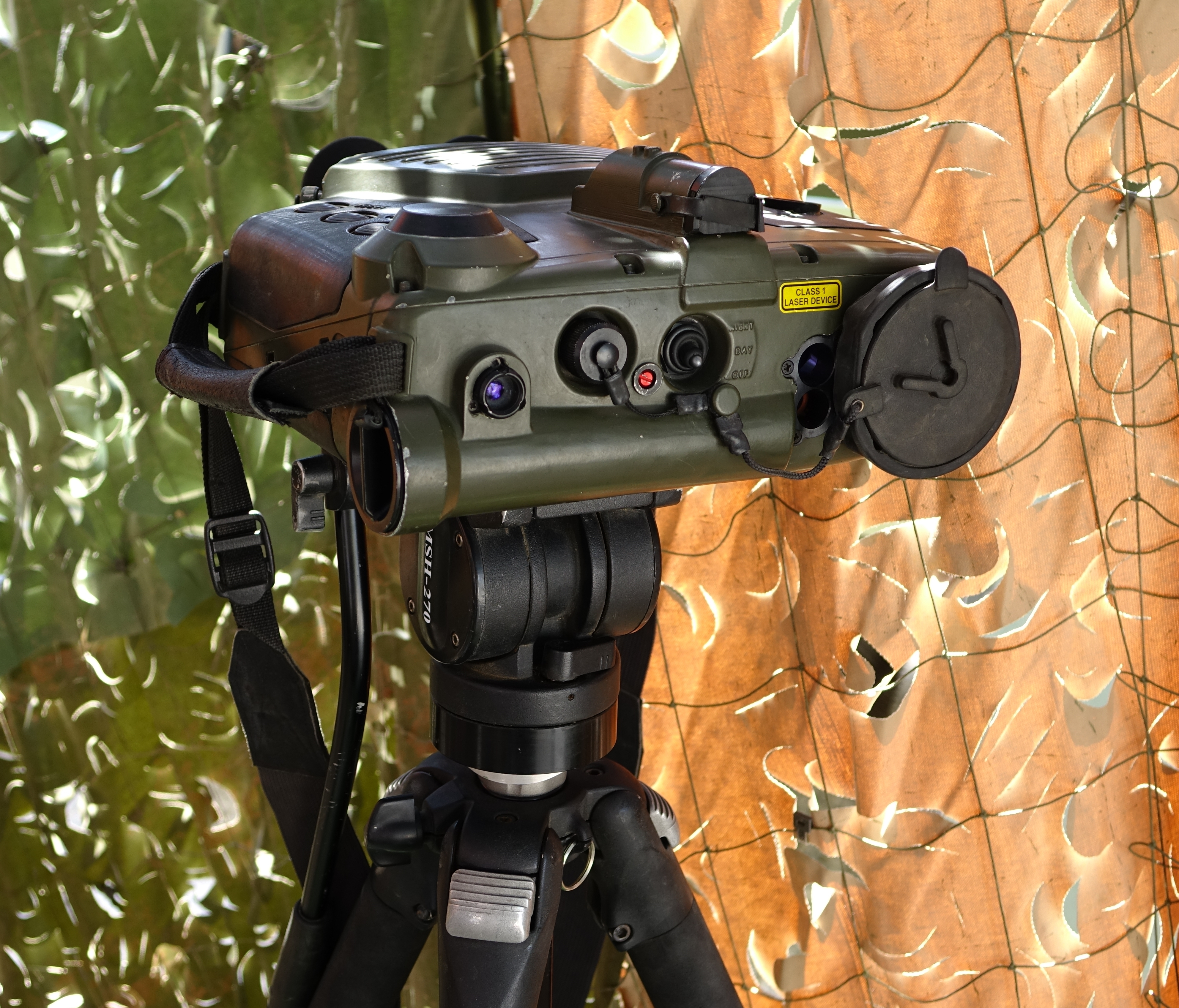
WBG Coral CR-P
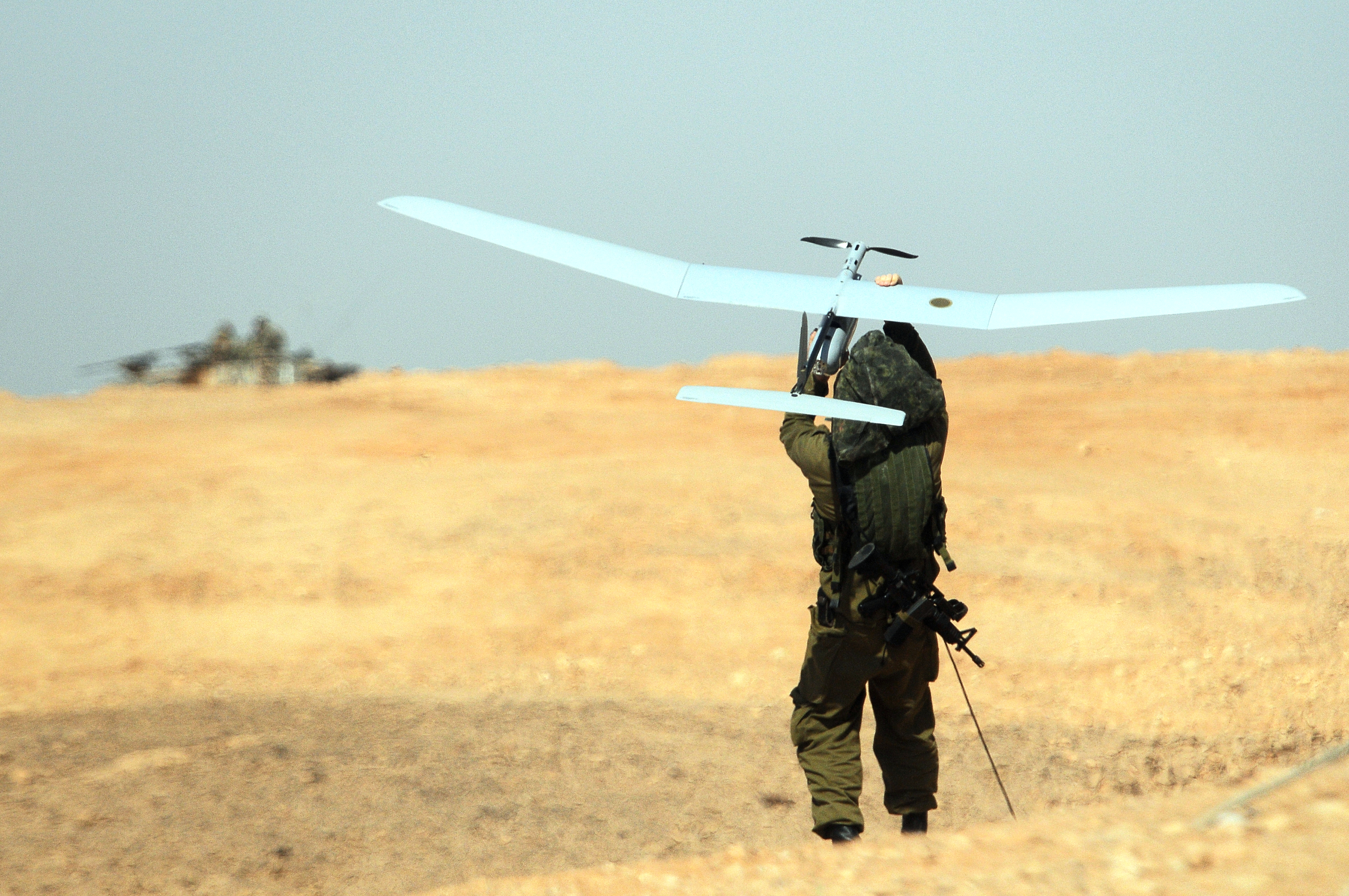
UAV Skylark 1
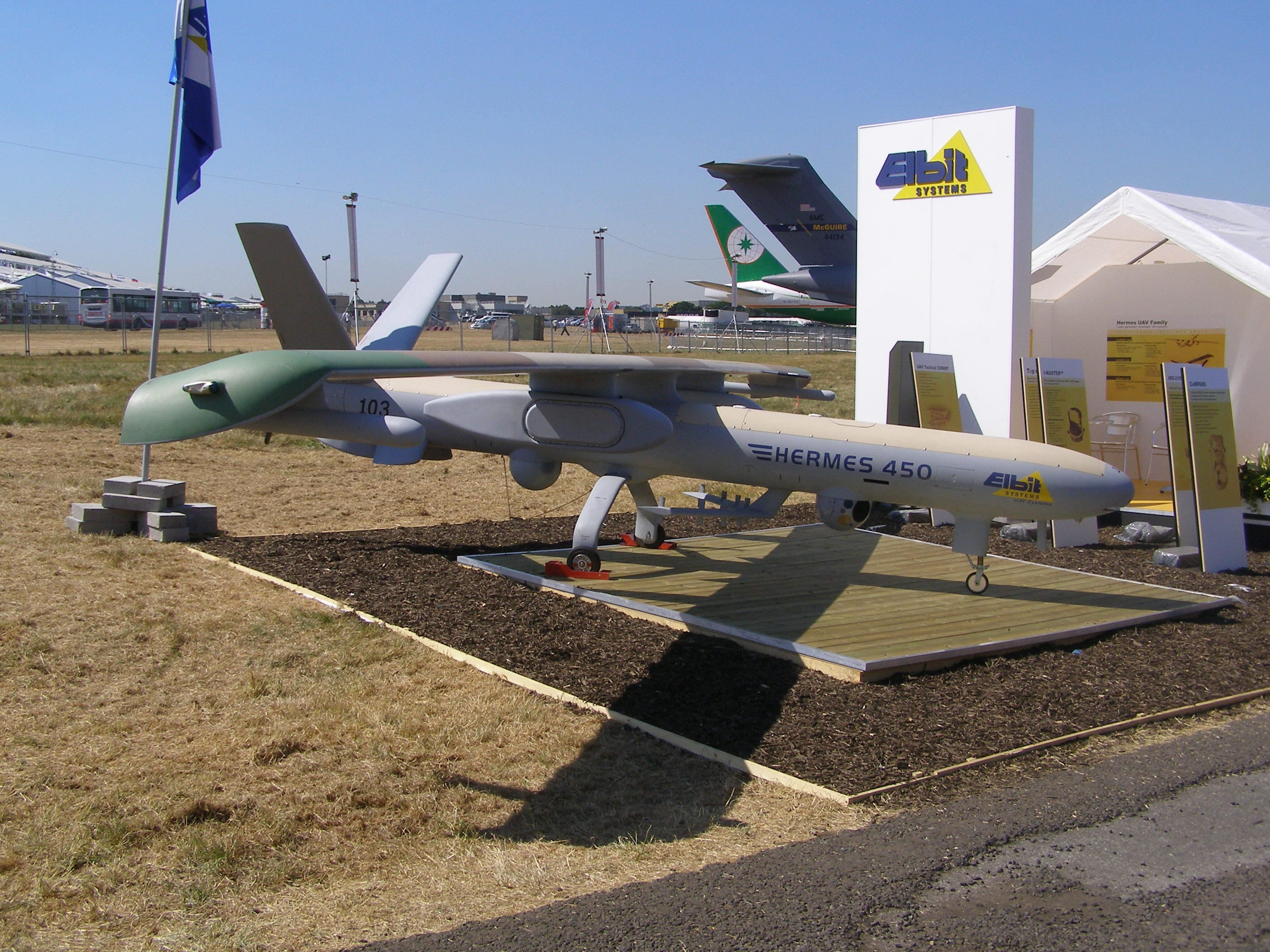
UAV Hermes 450
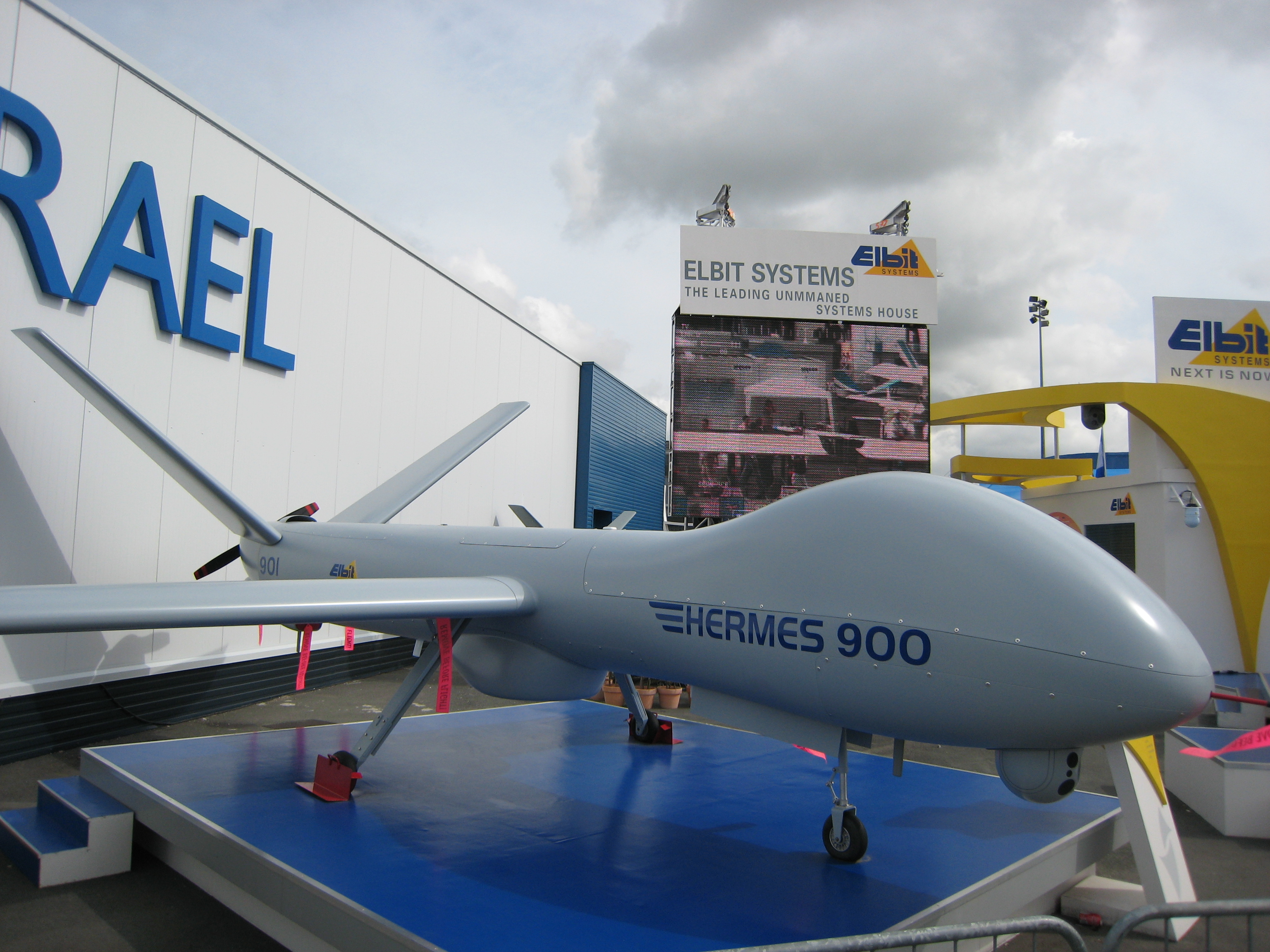
UAV Hermes 900